# L'adultera (film 1911)
L'adultera è un cortometraggio muto italiano del 1911 diretto da Mario Caserini.